# Youssef Toutouh
Youssef Toutouh (* 6. Oktober 1992 in Kopenhagen) ist ein ehemaliger dänischer Fußballspieler mit marokkanischen Wurzeln, der als Mittelfeldspieler agierte.

## Karriere

### Verein
Der als Sohn marokkanischer Einwanderer in Dänemark geborene und aufgewachsene Toutouh entstammt den Jugendmannschaften von Hvidovre IF und gab am 3. Oktober 2010 beim 1:2 am neunten Spieltag der Zweitliga-Spielzeit 2010/11 gegen Roskilde FC sein Debüt im Herrenbereich. Zum Saisonende stieg der Verein als Tabellenletzter in die dritte Liga ab.
Danach wechselte Toutouh in die erste Liga zum FC Kopenhagen. Zum Ende seiner ersten Saison, in der er sich nicht durchsetzen konnte, belegte der Rekordmeister lediglich den zweiten Tabellenplatz. Im September 2012 wechselte Toutouh leihweise zum Aufsteiger Esbjerg fB und gewann mit dem Verein aus Esbjerg zum Ende der Saison den dänischen Pokal und belegte in der Liga den sechsten Tabellenplatz. Im Pokalfinale gegen Randers FC gelang ihm der 1:0-Siegtreffer. Danach kehrte Toutouh zum FC Kopenhagen zurück und gab am 17. September 2013 beim 1:1-Unentschieden in der Gruppenphase der UEFA Champions League gegen Juventus Turin sein Europapokaldebüt. Zum Ende der Saison 2013/14 belegte Toutouh mit dem FC Kopenhagen erneut den zweiten Tabellenplatz, wobei er das Saisonende aufgrund eines Fußbruches verpasste. In der Spielzeit 2014/15 wurde Toutouh mit den Kopenhagenern zum dritten Mal nacheinander Vizemeister, doch 2016 feierte er den ersten Meistertitel seiner Karriere. Ein Jahr später gelang dem Verein die Titelverteidigung. In der Saison 2017/18 belegte der FC Kopenhagen in der Meisterrunde einen enttäuschenden vierten Platz. Toutouhs Vertrag lief bis zum 30. Juni 2018.

### Nationalmannschaft
Toutouh absolvierte eine Partie für die dänische U20-Auswahl und 13 für die dänische U21-Nationalmannschaft.
Am 26. Januar 2016 gab er bekannt, künftig für die marokkanische Nationalmannschaft aufzulaufen.

## Erfolge
- Dänischer Meister: 2011, 2016, 2017
- Dänischer Pokalsieger: 2012, 2013, 2015, 2016, 2017